# Albert Ramon
Albert Ramon (Bruges, 1 de novembre de 1920 - Eeklo, 21 de març de 1993) va ser un ciclista belga que fou professional entre 1941 i 1951. Durant la seva carrera aconseguí més de 50 victòries, sent les més destacades la Volta a Bèlgica de 1946, la París-Tours de 1949 i el campionat de Bèlgica de 1950.
L'11 de setembre de 1951, en una cursa a Waarschoot, mentre estava arreglant una punxada és atropellat per un cotxe, quedant paralític i havent d'abandonar l'activitat ciclista.

## Palmarès
- 1946
  - 1r a la Volta a Bèlgica
- 1947
  - 1r a la Nationale Sluitingsprijs
- 1949
  - 1r a la París-Tours
- 1950
  -  Campió de Bèlgica en ruta

### Resultats al Tour de França
- 1948. Abandona (12a etapa)